# Mémorial de Louverval
Pour un article plus général, voir Sites funéraires et mémoriels de la Première Guerre mondiale (Front Ouest).
Le monument à la mémoire des Disparus de Cambrai (parfois appelé Mémorial de Louverval) est un mémorial de la Première Guerre mondiale situé sur le territoire de la commune de Doignies, dans le département du Nord.
Il a été édifié à la mémoire des 7 048 soldats du Commonwealth disparus durant les 15 jours de la Bataille de Cambrai de 1917 sur le Front de l'Ouest.

## Localisation
Le monument se trouve à l'extrémité du cimetière miliaire de Louvernal. Le cimetière a été édifié par la Commonwealth War Graves Commission sur le site du Château de Louverval. 124 soldats de l'empire britannique y sont enterrés.

## Caractéristiques
Le mémorial cite les noms des 7048 soldats originaires du Royaume-Uni et d'Afrique du Sud morts pendant la bataille de Cambrai en novembre et décembre 1917 et qui n'ont pas été retrouvés.
Le mémorial a été conçu par Harold Chalton Bradshaw qui a également conçu le monument à la mémoire des Disparus de Ploegsteert en Belgique. Ce mémorial comporte  une sculpture de Charles Sargeant Jagger. De part et d’autre de la rotonde semi-circulaire, sont gravées deux scènes de la vie des tranchées : l’assaut et l’évacuation des blessés. Au centre de l’hémicycle se dresse la pierre du souvenir.
Il a été inauguré le 4 août 1930 par le Lieutenant-Général britannique Sir Louis Ridley Vaughan.

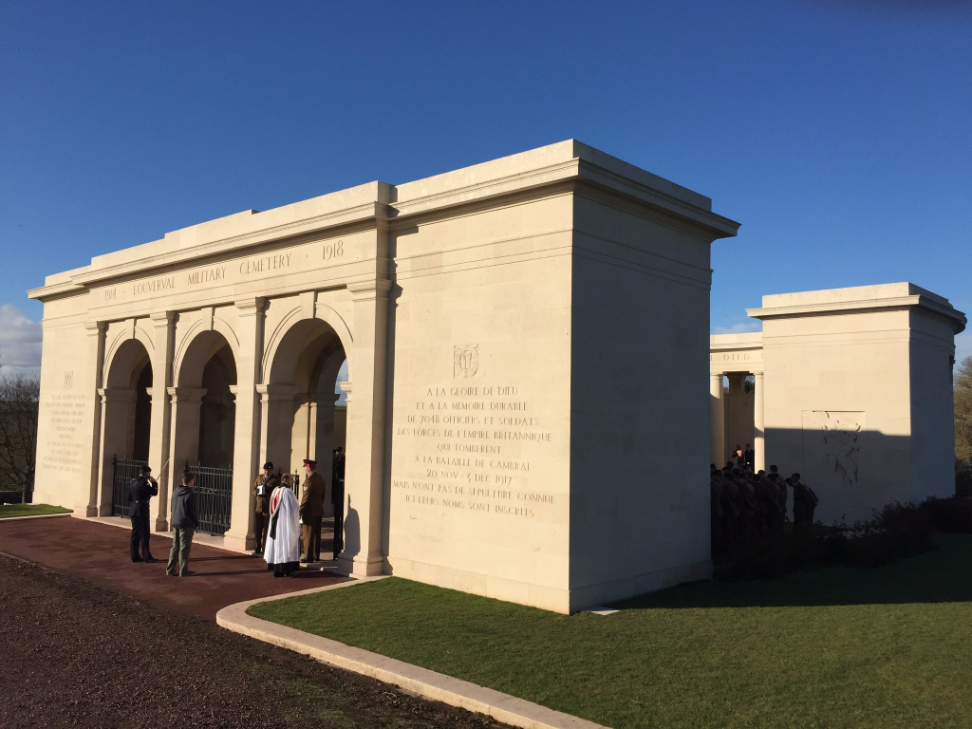
Mémorial de Louverval le 24 novembre 2017 peu de temps avant un Drumhead Service par le Royal Tank Regiment marquant le anniversaire de la Bataille de Cambrai

## Résumé de la bataille
Sir Douglas Haig a décrit l'objet des opérations de Cambrai comme un succès local par une attaque surprise à un point où l'ennemi ne s'y attendait pas et, dans une certaine mesure, ils ont réussi.
La méthode d'assaut proposée était nouvelle, sans bombardement d'artillerie préliminaire. Au lieu de cela, les chars seraient utilisés pour percer le front allemand, avec l'infanterie à la suite de barrages de fumée. L'attaque a commencé tôt le matin du 20 novembre 1917 et les premiers progrès ont été remarquables. Cependant, avant le 22 novembre, un arrêt a été demandé pour le repos et la réorganisation, permettant aux Allemands de se renforcer. Du 23 au 28 novembre, les combats se sont concentrés presque entièrement autour de Bourlon Wood et, le 29 novembre, il était clair que les Allemands étaient prêts pour une contre-attaque majeure. Pendant les combats acharnés des cinq  jours suivant, une grande partie du terrain gagné au cours des premiers jours de l’attaque a été perdue. Pour les Alliés, les résultats de la bataille ont finalement été décevants mais de précieuses leçons ont été tirées concernant les stratégies et les approches tactiques au combat. Les Allemands avaient également découvert que leurs lignes de défense fixes, aussi bien préparées soient-elles, étaient vulnérables.
44 200 britanniques et 50 000 allemands y perdirent la vie en une quinzaine de jours.

## Noms notables
Sept soldats qui n'ont pas de tombe connue ont reçu la Croix de Victoria :
- Soldat George William Burdett Clare
- Soldat Frederick George Dancox
- Second Lieutenant James Samuel Emerson
- Major Frederick Henry Johnson
- Capitaine Allastair Malcolm Cluny McReady-Diarmid
- Capitaine Walter Napleton Pierre
- Capitaine Richard William Leslie Wain

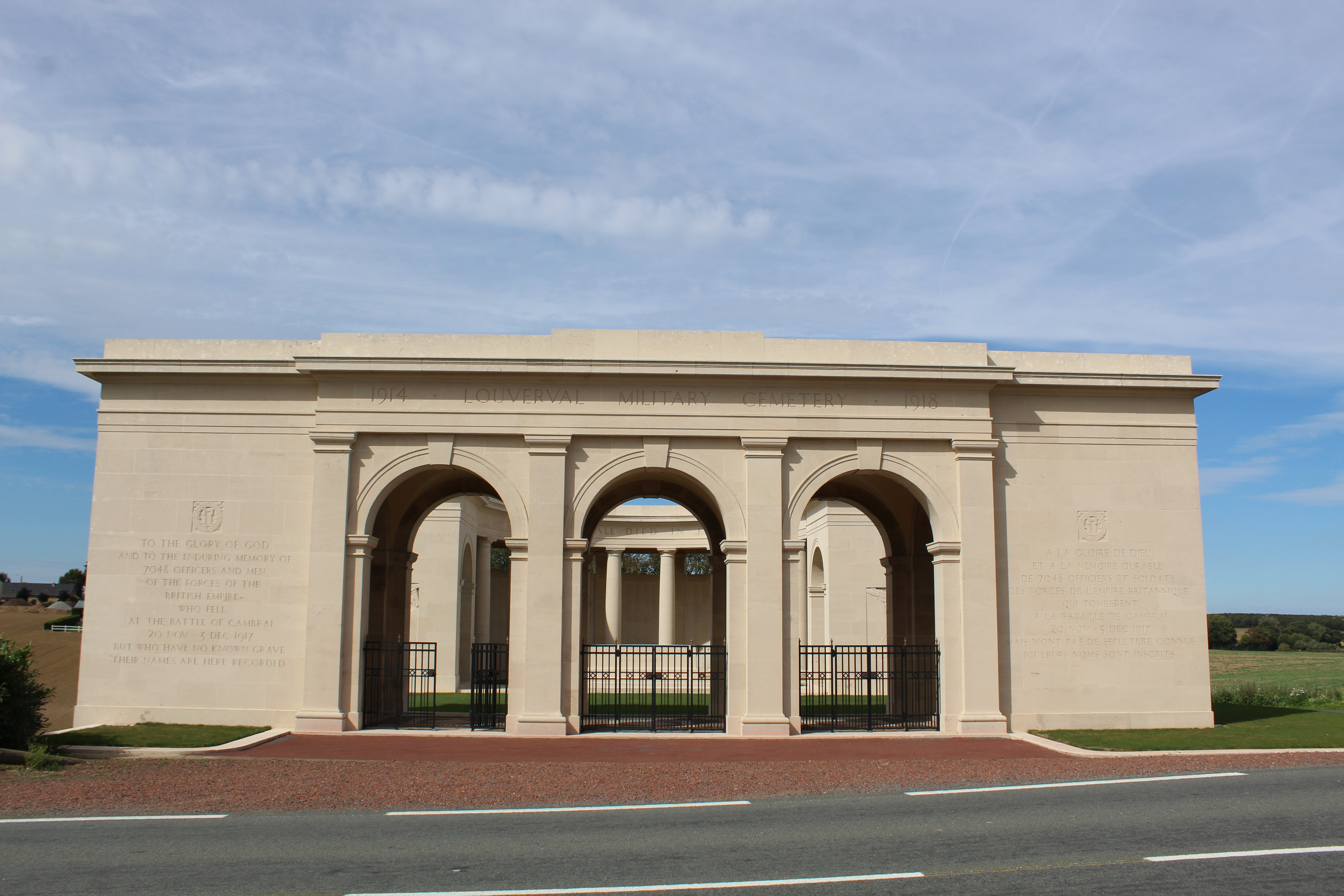
Façade du mémorial.
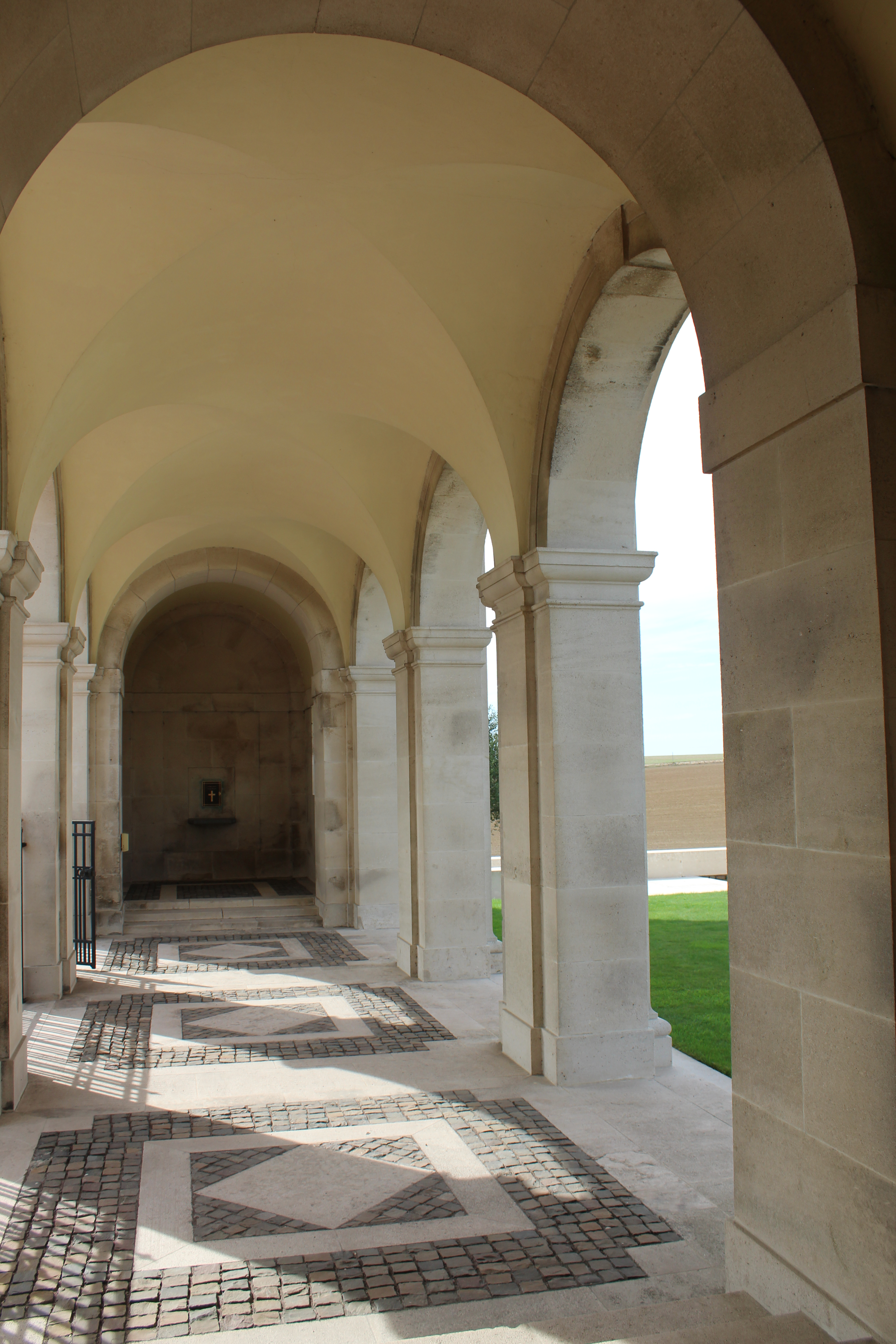
Galerie centrale.
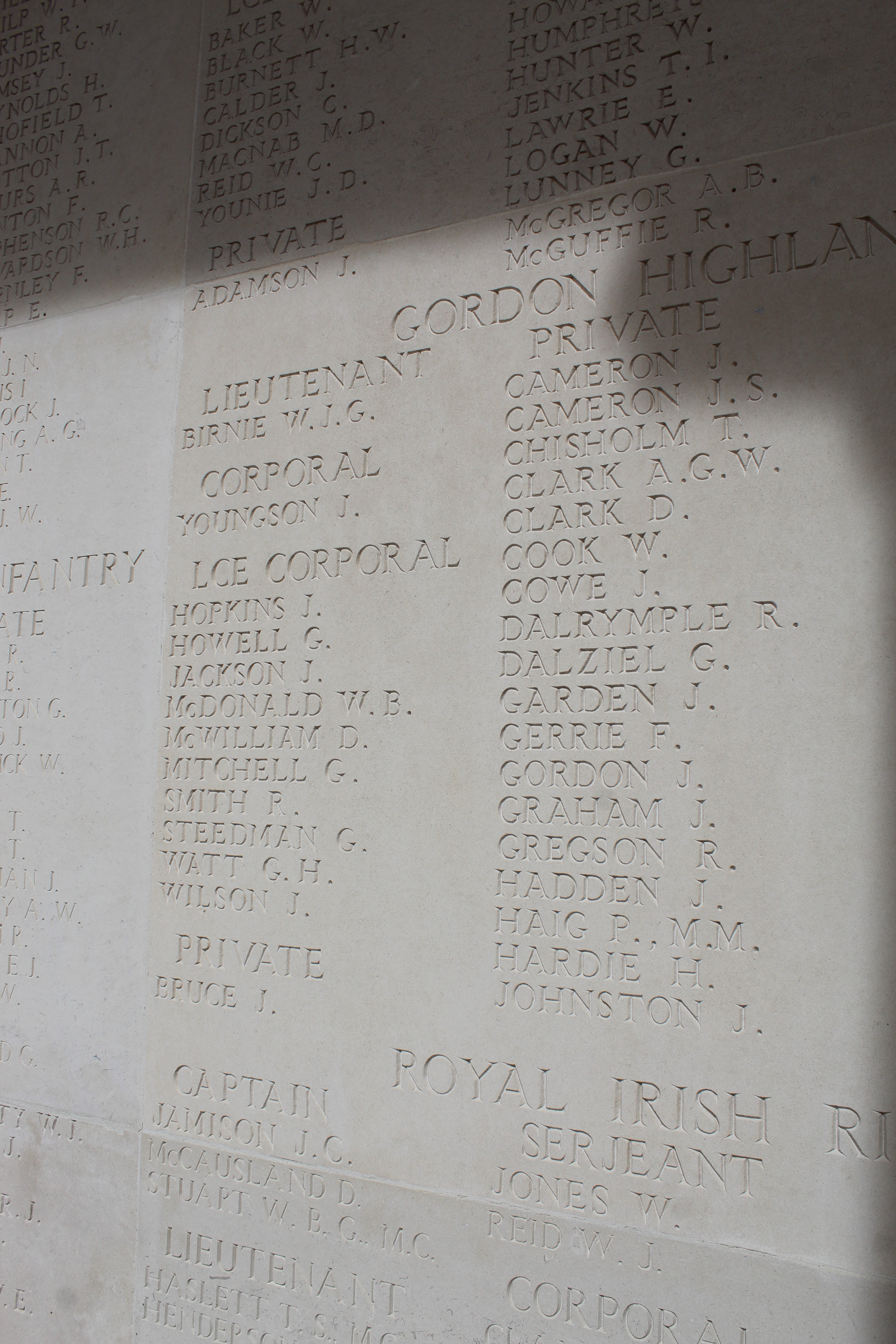
Quelques-uns des 7 048 noms des soldats tombés lors de la Bataille de Cambrai.
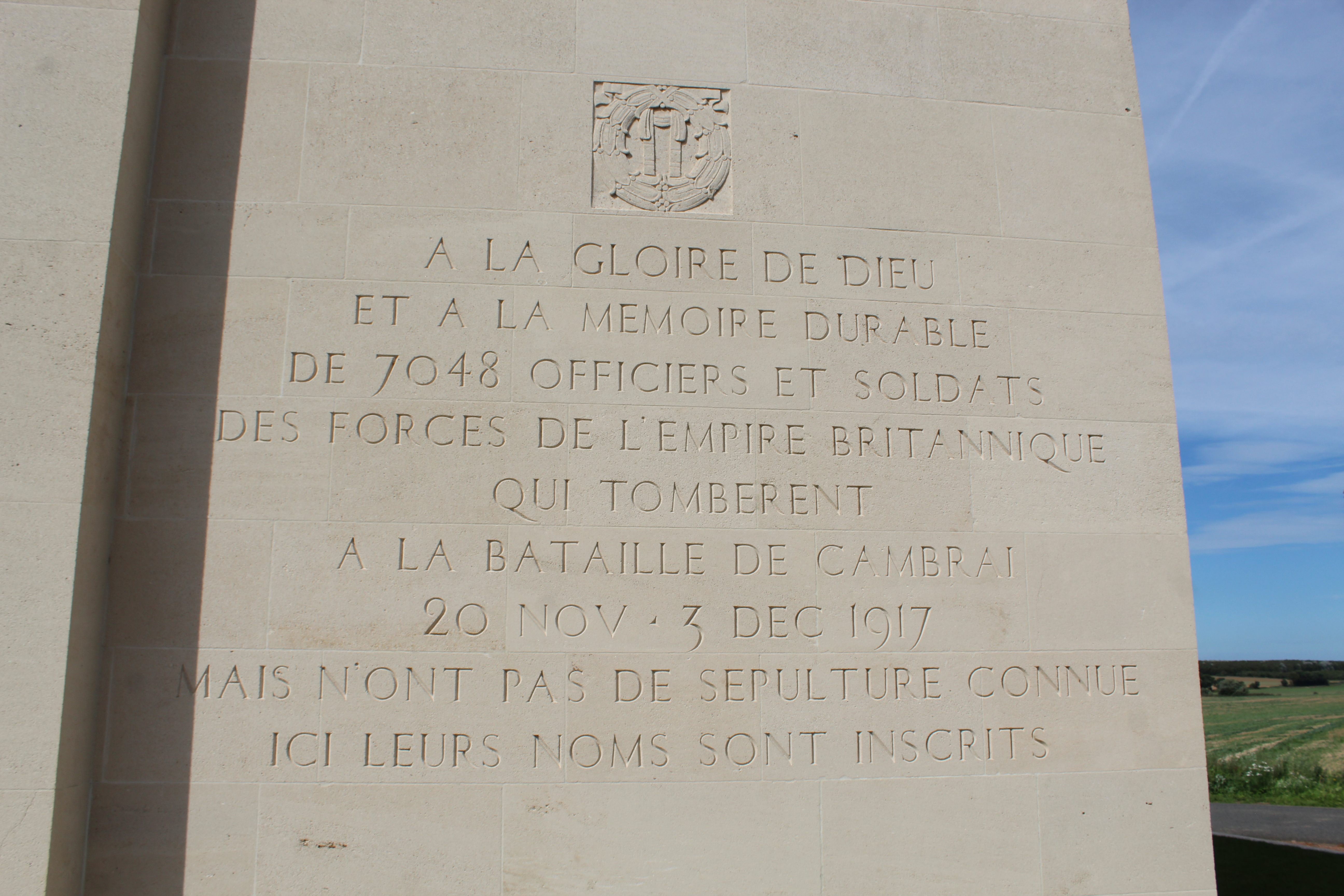
Texte hommage
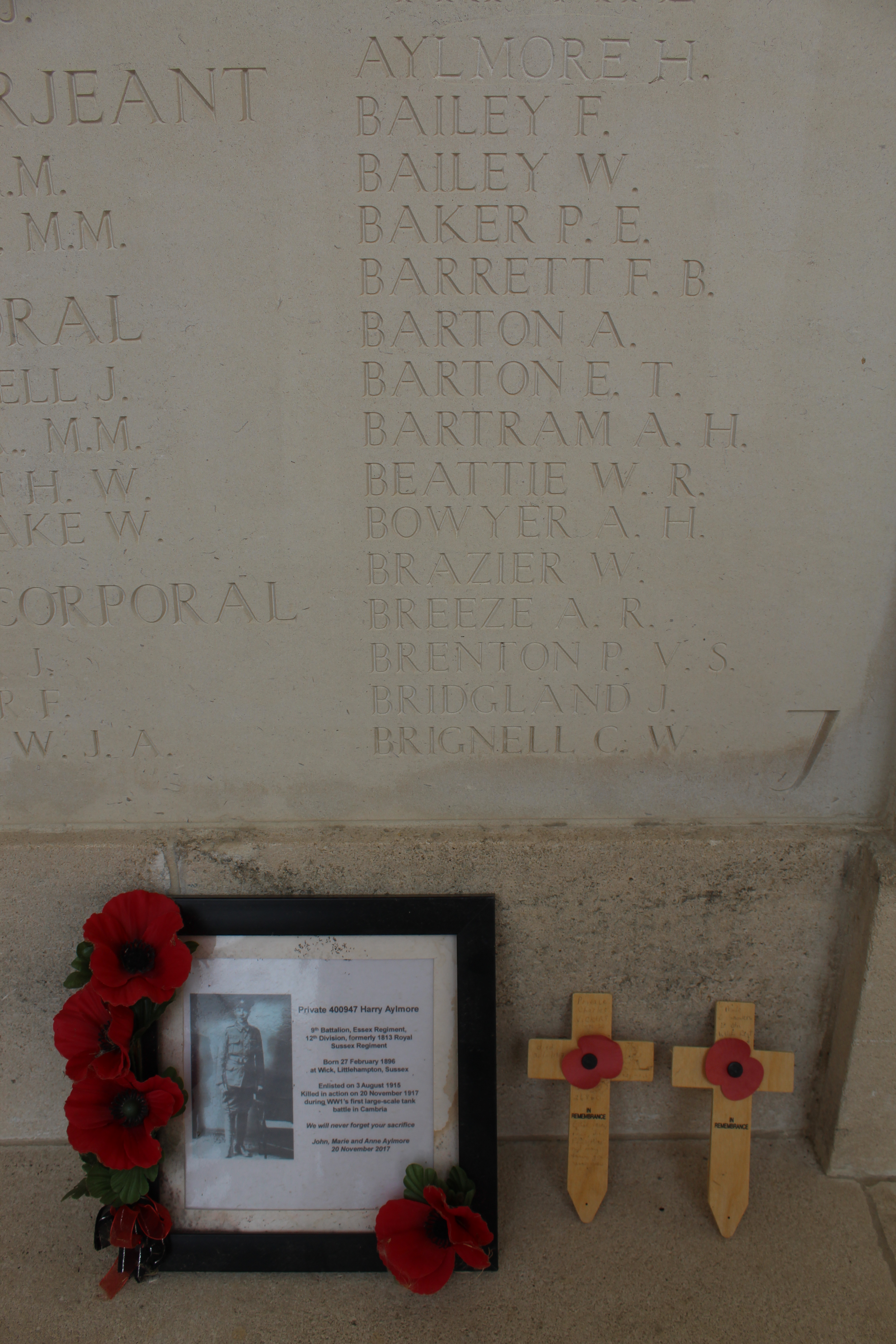
Un siècle plus tard, hommage de descendants de soldats.

## Pour approfondir